# Zellendorf
Zellendorf ist ein Ortsteil der Gemeinde Niedergörsdorf im Landkreis Teltow-Fläming im Land Brandenburg.

## Geographie
Zellendorf liegt am Rand des Fläming, einem Höhenzug in Brandenburg, 11 km südlich von Jüterbog und 25 km nordöstlich von Lutherstadt Wittenberg. Nördlich befindet sich mit Langenlipsdorf ein weiterer Ortsteil der Gemeinde, gefolgt von Körbitz, einem Ortsteil der Gemeinde Niederer Fläming im Osten, Linda, einem Ortsteil der Stadt Jessen (Elster) (im Land Sachsen-Anhalt) im Süden sowie Mügel, im Südwesten (ebenfalls zu Jessen). Westlich liegt die Glücksburger Heide, ein ausgedehntes Waldgebiet, das ebenfalls schon in Sachsen-Anhalt liegt. Südlich schließt sich die Zellendorfer Heide an.

## Geschichte
Zum ersten Mal wird Zellendorf im Jahre 1217 als Czedelndorph erwähnt. Hiltrud und Carsten Preuß vermuten, dass der Name auf eine slawische Siedlung hinweist. Es gehörte zu dieser Zeit zum Amt Seyda und gelangte im Jahre 1501 zum Amt Wittenberg. Im Dreißigjährigen Krieg wurde das Dorf annähernd wüst; hinzu kam 1635 die Pest. Ab 1816 gehörte es zur Provinz Sachsen, Kreis Schweinitz. Von 1826 bis 1829 war der Ort von einer Heuschreckenplage befallen; 1839 kam es zu einem Großbrand. Im Jahre 1952 kam Zellendorf zum Kreis Jüterbog. Ab 1992 war Zellendorf Teil des Amtes Niedergörsdorf, seit 1998 ist es ein Ortsteil von Niedergörsdorf.

## Kultur und Sehenswürdigkeiten

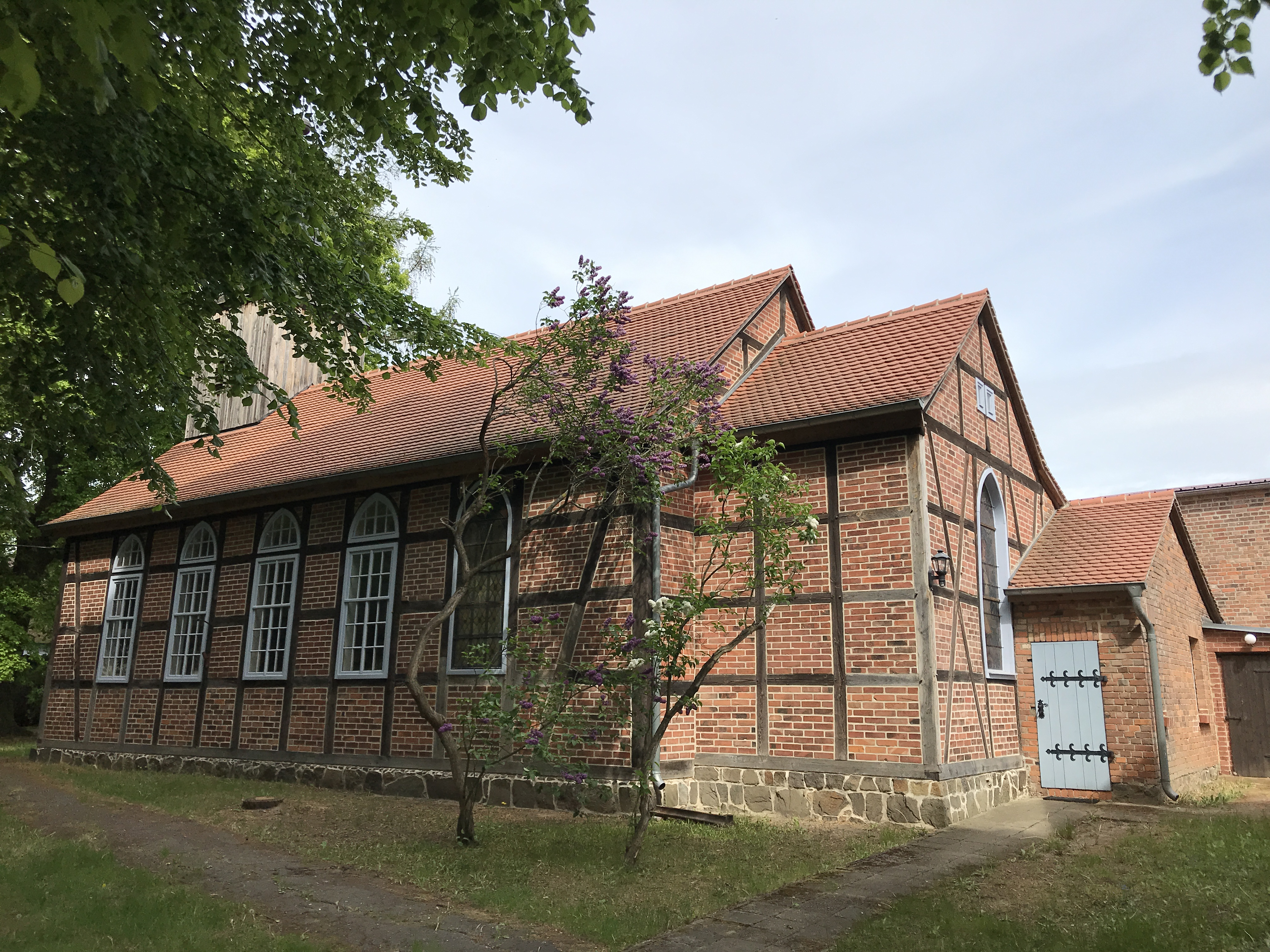
Dorfkirche Zellendorf

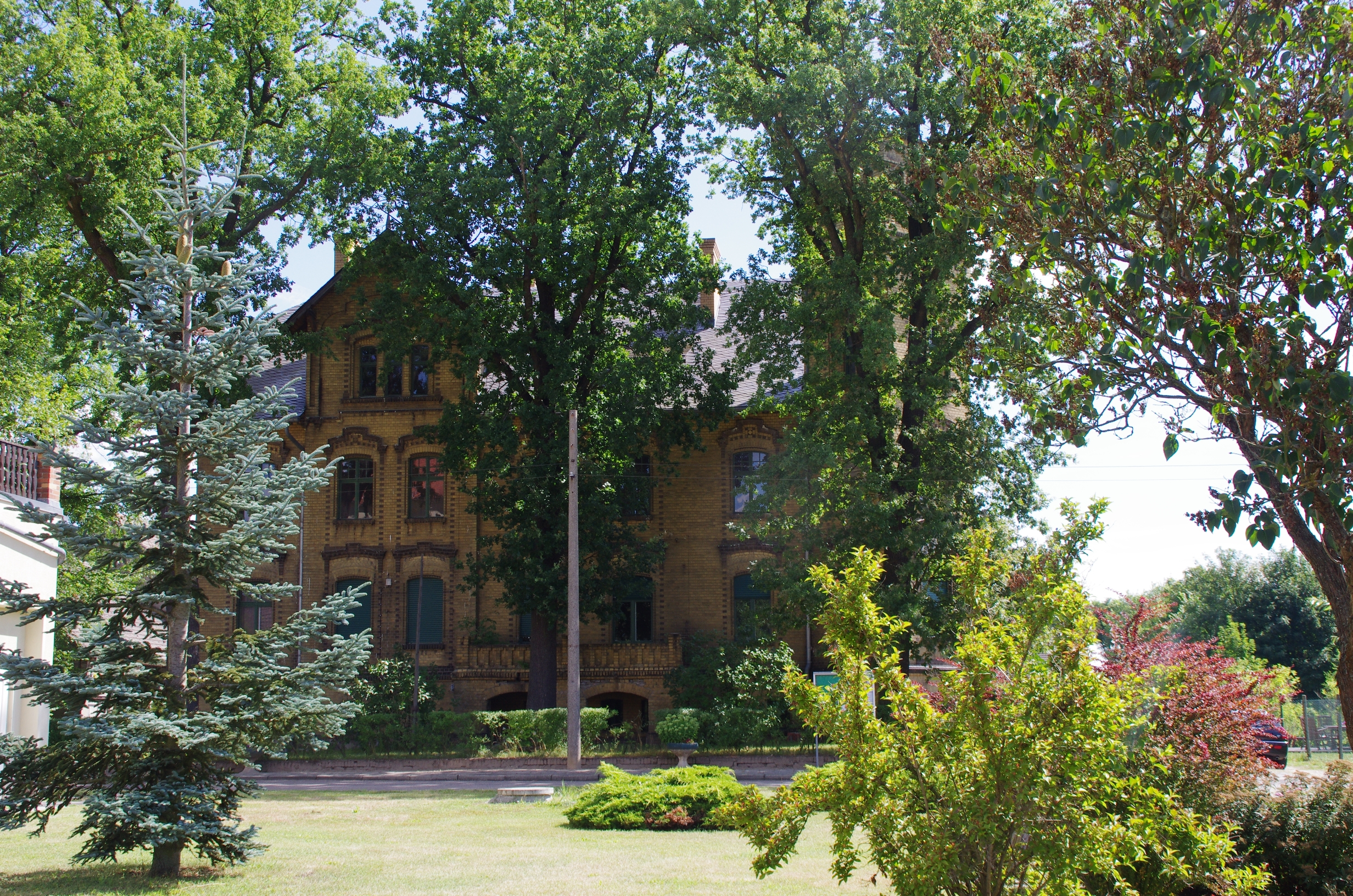
Das Gutshaus

- Die Dorfkirche wurde wohl um 1496 erbaut, die Glocke ist aus diesem Jahr. Nachdem sie im 19. Jahrhundert baufällig wurde, baute man sie im Jahre 1849 aus. Allerdings entsprach das einem Neubau, da von der alten Kirche nicht viel verwendet wurde. Im Inneren befindet sich ein Taufstein aus dem Jahre 1694.
- Das Gutshaus in der Dorfstraße 31 wurde 1908 errichtet. Es ist ein zweigeschossiger Bau aus gelben Ziegeln. Der Baustil ist der des späten Historismus.
- Das Wohnhaus eines Büdners stammt aus der ersten Hälfte des 19. Jahrhunderts. Es ist ein kleines eingeschossiges Haus mit Krüppelwalmdach und steht unter Denkmalschutz
- In der ehemaligen Schule befindet sich seit 2008 der Dorfgemeinschafsraum

## Verkehr
Das Dorf liegt an der Bahnstrecke Jüterbog–Röderau. Der 1995 aufgelassene Haltepunkt wurde im Dezember 2013 in veränderter Lage wieder in Betrieb genommen. Nordwestlich der Bahnstrecke befindet sich der Flugplatz Oehna.